# 鎌田樹
鎌田 樹（かまだ いつき、1960年 - ）は、日本の小説家、フリーライター。宮城県角田市出身。東北大学文学部卒業。
出版社編集者を経て、平岩弓枝主宰の新鷹会に参加し2007年、『朝顔ざむらい』でデビューする。

## 作品リスト
- 朝顔ざむらい（広済堂文庫、2007/08/01）
- 父子時雨 朝顔ざむらい（広済堂文庫、2007/08/01）
- 狐舞い 神田ひぐらし堂事件草紙（徳間文庫、2008/06/15）
- 秘剣彩雲 神田ひぐらし堂事件草紙（徳間文庫、2009/01/15）
- 夫婦桜 神田ひぐらし堂事件草紙（徳間文庫、2009/09/15）
- 吉原雨情 竹光ざむらい江戸日記（ベスト時代文庫、2009/11/01）
- 妻を娶らば お記録本屋事件（学研Ｍ文庫、2011/02/22）
- 三十年目の祝言 お記録本屋事件（学研Ｍ文庫、2011/08/23）